# Tindwari
Tindwari es un pueblo y nagar Panchayat situado en el  distrito de Banda en el estado de Uttar Pradesh (India). Su población es de 9544 habitantes (2001).

## Demografía
Según el  censo de 2001 la población de Tindwari era de 9544 habitantes, de los cuales el 54% eran hombres y 46% eran mujeres. Tindwari tiene una tasa media de alfabetización del 53%, inferior a la media nacional del 59,5%: la alfabetización masculina es del 64%, y la alfabetización femenina del 41%. En Mataundh, el 19% de la población tiene menos de 6 años.